# Chamerernebti
Chamerernebti – księżniczka egipska, córka władcy starożytnego Egiptu Niuserre z V dynastii i jego żony Reputnebu.
Była żoną Ptahszepsesa, arcykapłana Ptaha w Memfis. Została pochowana w jego mastabie w Abusir – największym prywatnym grobowcu z czasów Starego Państwa.